# Bezwzględna gra
Bezwzględna gra (tytuł oryg. Dao huo xian) – hongkońsko–chiński film akcji w reżyserii Wilsona Yip, którego premiera odbyła się 26 lipca 2007 roku.

## Fabuła
Akcja filmu poprzedza fabułę ze Strefy śmierci.
Inspektor Jun Ma (Donnie Yen) reprezentujący policję Hongkongu znany z braku litości ścigając groźnych przestępców. Trwa wobec niego postępowanie dyscyplinarne o nadużywanie siły. Praktycznie jest już przesądzone, iż zostanie przeniesiony do innej jednostki. Dzięki przełożonym ma miesiąc, aby wspólnie z działającym na tyłach wroga agentem Wilsonem (Louis Koo) rozbić wietnamską grupę przestępczą.

## Obsada
Źródło: Filmweb

- Donnie Yen – inspektor Jun Ma
- Louis Koo – Wilson
- Collin Chou – Tony
- Ray Lui – Archer Sin
- Fan Bingbing – Julie
- Xing Yu – Tiger
- Kent Cheng – inspektor Wong
- Xu Qing – Madam Lau

## Nagrody i nominacje
Źródło: Internet Movie Database
| Rok  | Nagroda              | Kategoria                              | Odbiorcy i nominowani   | Wynik     |
| ---- | -------------------- | -------------------------------------- | ----------------------- | --------- |
| 2007 | Golden Horse Award   | Best Action Choreography               | Donnie Yen              | Wygrana   |
| 2007 | Golden Horse Award   | Best Sound Effects                     | Steve Burgess, Sam Wang | Nominacja |
| 2008 | Hong Kong Film Award | Best Action Choreography               | Donnie Yen              | Wygrana   |
| 2008 | Hong Kong Film Award | Best Sound Effects                     | Steve Burgess, Sam Wang | Nominacja |
| 2008 | Taurus Award         | Best Action in a Foreign Language Film | Donnie Yen              | Wygrana   |